# Suchy Bór Opolski
Suchy Bór Opolski – przystanek kolejowy w Suchym Borze, w województwie opolskim, w Polsce. Na stacji znajduje się jeden peron z jedną krawędzią peronową, budynek stacyjny nie jest obecnie wykorzystywany do pierwotnych celów.
Od października 2012 na przystanku znajdowały się dwujęzyczne tablice z nazwą stacji (miejscowości) – w języku polskim i niemieckim. Po zakończeniu modernizacji przystanku w 2014 nie zostały one przywrócone.

## Ruch pasażerski
| Rok  | Wymiana pasażerska na dobę |
| ---- | -------------------------- |
| 2017 | 100-149                    |
| 2022 | 100-149                    |

## Połączenia
- Częstochowa
- Lubliniec
- Opole Główne
- Wrocław Główny
- Fosowskie
- Zawadzkie